# Sorority Row
Sorority Row (bra Pacto Secreto) é um filme americano de 2009, dos gêneros suspense e terror, dirigido por Stewart Hendler.
Trata-se de uma refilmagem de The House on Sorority Row, de 1983.

## Elenco
- Briana Evigan - Cassidy
- Leah Pipes - Jessica
- Rumer Willis - Ellie
- Jamie Chung - Claire
- Margo Harshman - Chugs
- Audrina Patridge -  Megan
- Julian Morris - Andy
- Carrie Fisher - Sra. Crenshaw